# Edward Willes

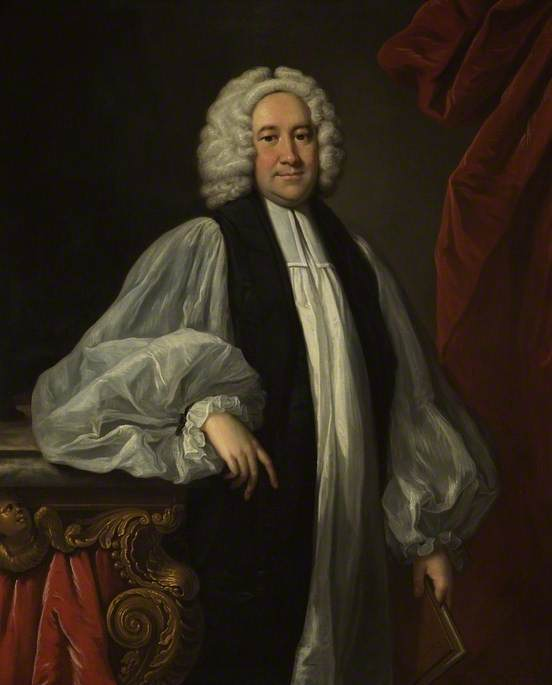
Edward Willes (um 1747)

Edward Willes (* 6. März 1694 in Bishop’s Itchington, Stratford-on-Avon (District), Warwickshire; † 24. November 1773 in London) war Bischof von Bath und Wells und der führende englische Kryptologe seiner Zeit.
Seinen Aufstieg vom einfachen Geistlichen in Oxford zum Bischof verdankt er fast ausschließlich seiner Dechiffrier-Arbeit für die britische Regierung, die ihn dazu noch gut bezahlte. Nachdem er 1716 die schwedische Diplomatenpost entziffern konnte, die eine Verwicklung in eine Jakobitische Verschwörung bewies und zur Verhaftung des Botschafters führte (Gyllenborg-Affaire 1717), wurde er zum Rektor von Barton in Bedfordshire ernannt. Als es ihm dann 1723 gelang, durch Dechiffrierung des Briefverkehrs der Jakobiten den Bischof von Rochester zu überführen, wozu er im Prozess vor dem House of Lords aussagen musste, der zur Absetzung des Bischofs führte, wurde er Kanonikus in Westminster. 1743 wurde er schließlich Bischof von St. Davids und 1743 Bischof von Bath und Wells. Seine Söhne setzten die kryptographische Arbeit fort. In Westminster Abbey erinnert eine Erinnerungsplakette an ihn.